# Lijst van tafeltennissers
Dit is een lijst van tafeltennissers die is samengesteld uit top- en subtoppers (op wereldniveau) en uit namen die op een 'hoog' niveau presteren/presteerden in de Nederlandse/Belgische context (doorgaans landskampioenen in club- en/of individuele disciplines). De vlag vóór iedere naam op de lijst wijst op het land waarvoor een speler voor het eerst internationaal uitkwam. Vlaggen tussen haakjes áchter de namen wijzen op landen die een speler later óók minimaal één keer internationaal vertegenwoordigde (waardoor de meest rechtse vlag doorgaans de huidige nationaliteit is).
Omdat het overzicht bestaat uit zowel op Aziatisch als op Europese wijze samengestelde namen, zijn spelers met Aziatische namen toch 'Europees' gerangschikt. Dit enkel ter bevordering van het overzicht. Een speelster als Zhang Yining bijvoorbeeld is daarom te vinden onder de Y, waar Zhang eigenlijk haar familienaam is (wat in Europese landen letterlijk de achternaam zou zijn).

## A
| - Yan An - Ruth Aarons - Maria Alexandru | - Martin Allegro - Hans Alsér - Ivan Andreadis | - Mikael Appelgren |

## B
| - Otilia Bădescu - Diana Bakker - Gerard Bakker jr. - Viktor Barna () - Csilla Bátorfi - Sun Bei Bei - László Bellak - Stellan Bengtsson | - Ulf Bengtsson - Zoltán Berczik - Richard Bergmann () - Patrick Birocheau - Lucjan Błaszczyk - Michel de Boer - Fang Bo - Kim Bok-rae | - Timo Boll - Nadine Bollmeier - Tamara Boroš () - Frank Boute - Merijn de Bruin - Fliura Bulatova () - Li Bun-hui - Hilde Bussmann | - Cor du Buy |

## C
| - Hugo Calderano - Ko Lai Chak - Hong Cha-ok - Wang Chen () | - Wu Chih-chi - Chuang Chih-yuan - Patrick Chila - Li Ching | - Lee Chul-seung - Leung Chu Yan - Emilia Elena Ciosu () - Adrian Crişan |

## D
| - Vlasta Depetrisová - Anthony Deceuninck - Margo Degraef | - Daniela Dodean - Paul Drinkhall - Desmond Douglas |

## E
| - Fujie Eguchi - Damien Éloi - Xi Enting | - Seok Eun-mi - Lee Eun-sil |

## F
| - Gizella Farkas - Jasna Fazlić () - Zoltan Fejer-Konnerth | - Steffen Fetzner - Stefan Fegerl - Ruwen Filus | - Naoko Fukazu - Ai Fukuhara |

## G
| - Svetlana Ganina - Rūta Garkauskaitė - Jean-Philippe Gatien - Simon Gauzy | - Liang Geliang - Par Gerell - Daniela Gergeltsjewa - Gábor Gergely | - Ana Gogorita - Rajko Gommers - Qianhong Gotsch - Andrzej Grubba | - Liu Guoliang - Liu Guozheng - Rong Guotuan |

## H
| - Park Hae-jung - Paul Haldan - Jill Hammersley - Wang Hao - Nobuhiko Hasegawa - Kang Hee-chan | - Danny Heister - Ann-Christin Hellman - Bert van der Helm - John Hilton - Sayaka Hirano - Mirjam Hooman | - Qiao Hong - Marie Hrachová - Jiang Huajun () - Li Huifen - Lin Huiqing - Kim Hyang-mi |

## I
| - Seiko Iseki () - Kasumi Ishikawa - Shigeo Itoh |

## J
| - Roland Jacobi - Ahn Jae-hyung - Yoon Jae-young - Liu Jia - Wu Jiaduo - Jiang Jialiang - Niu Jianfeng | - Li Jiao - Li Jia Wei - Li Jie - Ryu Ji-hae - Zhang Jike - Sun Jin () - Karl Jindrak | - Chen Jing () - Kjell Johansson - István Jónyer - Li Ju - Gao Jun () - Hyun Jung-hwa - Lee Jung-woo |

## K
| - Jonah Kahn - Zoran Kalinić () - Yo Kan () - Aleksandar Karakašević () - Peter Karlsson - Gerdie Keen - Trinko Keen - István Kelen | - Marie Kettnerová - Beatrix Kisházi - Kim Ki-taik - Tibor Klampár - Éva Kóczián - Mitsuru Kōno - Stanislav Kolář | - Jelena Kovtun () - Toshiko Kowada - Chire Koyama () - Kalinikos Kreanga () - Tomasz Krzeszewski - Leszek Kucharski - Kim Kyung-ah |

## L
| - Martin Landstra - Lauric Jean - Johnny Leach - Geng Lijuan () - Ma Lin - Kong Linghui | - Chen Longcan - Eline Loyen - Christophe Legoût - Martijn van de Leur - Paul van de Leur - Lu Lin | - Erik Lindh - Lin Ling () - Tong Ling - Wang Liqin - Ma Long - Lisa Lung | - Ilija Lupulesku ( & ) |

## M
| - Edgar Malchasian - Judit Magos - Nathalie Marchetti - Kenta Matsudaira - Kimiyo Matsuzaki - Michael Maze | - Andrej Mazoenov () - Dmitri Mazoenov () - James McClure - Zoltán Mechlovits - Mária Mednyánszky - Galina Melnik () | - Monday Merotohun - Yang Min - Park Mi-young - Jun Mizutani - Kim Moo-kyo - Sachiko Morisawa | - Melisa Muller |

## N
| - Yoo Nam-kyu - Wang Nan - Laura Negrisoli - Olga Nemes () | - Ding Ning - Gao Ning - Koki Niwa - Emily Noor | - Cedric Nuytinck |

## O
| - Ichiro Ogimura - Tomi Ōkawa - Bert Onnes - Seiji Ono | - Karen Opdencamp - Milan Orlowski - Dimitrij Ovtcharov |

## P
| - Irina Palina () - Sandra Paović - Viktoria Pavlovitsj - Chiang Peng-lung | - Gordana Perkučin - Fred Perry - Jörgen Persson - Liam Pitchford | - Valentina Popova () - Georgina Pota - Zoran Primorac () - Gertrude Pritzi |

## Q
- Chen Qi
- Li Qian
- Wei Qingguang ()
- Aruna Quadri

## R
| - Frank Rengenhart - Quentin Robinot - Jörg Roßkopf - Angelica Rozeanu | - Diane Rowe () - Zhang Rui () - Mona Rüster - Zoja Roednova |

## S
| - Jean-Michel Saive - Philippe Saive - Vladimir Samsonov - Oh Sang-eun - Hiroji Satō - Elke Schall - Thomas von Scheele - Werner Schlager - Frans Schoofs - Jie Schöpp - Jacques Secrétin - Joo Se-hyuk - Yan Sen | - Ryu Seung-min - Liu Shiwen - Hao Shuai - Ferenc Sidó - Agnes Simon ( & ) - Anna Sipos - Aleksej Smirnov - Henk van Spanje - Jaap van Spanje - Ron van Spanje - Nikoleta Stefanova - Mihaela Şteff | - Gudmundur Stephensen - Anton Stipančić - Ladislav Štípek - Jevgeni Stjetenin - Nicole Struse - Dragutin Šurbek () - Christian Süß - Yu Sun-bok - Chen Sung - Marie Svensson - Miklós Szabados - Gabriella Szabó |

## T
| - Kim Taek-soo - Wenling Tan-Monfardini - Toshiaki Tanaka - Wang Tao | - Feng Tian Wei - Jelena Timina ( & ) - Yana Timina () - František Tokár | - Segun Toriola - Krisztina Tóth - Laurens Tromer - Finn Tugwell |

## U
| - Ilona Uhlíková - Edit Urbán |

## V
| - Bohumil Váňa - Marijn Verburg - Jos Verhulst | - Yannick Vostes - Bettine Vriesekoop |

## W
| - Jan-Ove Waldner - Liu Wei - Chen Weixing | - Ma Wenge - Barry Wijers - Gabriella Wirth |

## X
| - Wang Xiaoming - Qi Xiao Feng - Ni Xia Lian () | - Li Xiaoxia - Xu Xin - Ge Xinai | - Chen Xinhua ( & ) |

## Y
| - Guo Yan - Tie Yana - Shen Yanfei - Bai Yang - Cao Yanhua - Deng Yaping | - Dang Ye-seo - Teng Yi - Yang Ying - Zhang Yining - Yang Young-ja - Guo Yue | - Wang Yue Gu () - Guo Yuehua - Cheung Yuk - Hu Yulan - Pak Yung-sun - Qiao Yunping |

## Z
| - Zhuang Zedong - Cao Zhen - Fan Zhendong - Chen Zhibin () | - Qin Zhijian - Jiao Zhimin - He Zhili () - Qiu Zhonghui | - Yang Zi - Chen Zihe - Jing Tian-Zörner () |